# 뉘노르스크

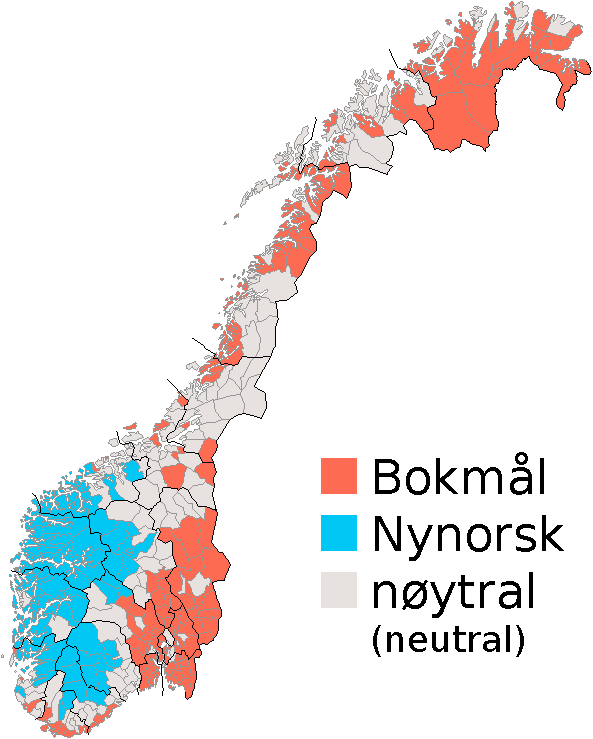
노르웨이의 지자체별 공용어 채택 현황.
보크몰
뉘노르스크
중립

뉘노르스크(뉘노르스크: nynorsk, IPA: [nynoχsk, -ʀsk, -ʂk], ‘새 노르웨이어’)는 보크몰과 함께 노르웨이어의 두 공용어 중 하나이다. 문어로써는 대략 20% 미만의 인구가 사용하나, 넓은 국토에 험준한 산악 지형인 노르웨이에서는 각지에 상호 의사 소통에 어려움이 있을 정도로 다양한 방언들이 존재하며, 대략 전 인구의 60%에 해당하는 방언은 보크몰보다 뉘노르스크 쪽에 가깝다고 알려져 있다.
뉘노르스크는 1885년 5월 12일부터 이바르 아센의 표준 노르웨이어(란드스몰)의 국가 공인 버전이 되었으며, 릭스몰(Riksmål)로 알려진 덴마크-노르웨이어 표준어와 유사하다. 뉘노르스크라는 명칭은 1929년에 도입되었습니다. 여러 차례의 개정을 거쳐 뉘노르스크는 여전히 란드스몰에 더 가까운 표준어이며, 보크몰은 릭스몰과 덴마크어에 더 가깝다.
노르웨이인의 10~15%(주로 베르겐 시 주변 서부 지역)가 중등 학교에 다니는 학생 수를 기준으로 뉘노르스크를 공식 언어로 사용한다. 뉘노르스크는 또한 고유 언어 형태로 뉘노르스크를 사용하지 않는 모든 노르웨이인을 위해 고등학교와 중학교에서 필수 과목으로 가르친다.

## 역사
중세 이래 400여년이 넘는 오랜 기간 동안 덴마크의 지배하에 있었던 노르웨이는 자연히 공식언어, 특히 문어에서 덴마크어의 영향을 받았다. 이 시기 동안 공문서와 문학 작품 등은 모두 덴마크어로 쓰여졌다. 《인형의 집》으로 유명한 노르웨이의 극작가 헨리크 입센도 덴마크어로 저술 활동을 했다. 특히 양 언어 간의 관계가 동일언어의 방언으로 봐도 무방할 만큼 대단히 가까운 것이기에, 이러한 덴마크어의 잠식은 노르웨이어의 정체성을 뒤흔들 만한 것이었다.
노르웨이의 독립 이후에는 노르웨이 민족주의 열풍이 고조됨에 따라 노르웨이의 사회 곳곳에서 덴마크의 잔재를 일소하려는 노력이 언어에도 가세하였다. 이에 따라 덴마크어의 영향을 받은 기존의 문어에 점진적으로 노르웨이적인 요소를 가미해 나가자는 온건한 언어 개혁 운동이 보크몰로, 덴마크어의 영향을 일소하고 고대 북유럽 언어의 영향이 강하게 남아있던 각 지방의 방언을 중심으로 구성한 새로운 문어가 뉘노르스크로 귀결되었다. 특히 뉘노르스크의 성립에는 철학자이자 사전 편찬자인 이바르 오센(Ivar Aasen)의 노력이 절대적이었다.

## 특징
뉘노르스크는 고대 북유럽 조어의 영향이 많이 남아 있는 노르웨이의 방언이 바탕이 되어 있기 때문에, 보크몰이나 스웨덴어, 덴마크어보다 예스런 특징들을 더 잘 보존하고 있다. 문법성에서 덴마크어, 스웨덴어 등이 양성명사-중성명사의 2성인데 비하여, 뉘노르스크는 남성, 여성, 중성의 3성 체계이다. 또한, 보크몰보다 더 많은 단어가 여성형으로 사용되기도 한다. 예시로는 영어의 'other'와 유사한 뜻을 갖는 'annen'이 보크몰에서는 남성형과 여성형이 동일하게 사용되지만 뉘노르스크에서는 여성형 'anna'가 별개로 존재한다는 것을 들 수 있다. 문어에서는 보크몰과 덴마크어의 구별이 쉽지 않을 정도로 유사한데, 뉘노르스크는 영어 not에 해당하는 부정사 ikke가 ikkje인 점으로 식별할 수 있다.

## 이바르 아센의 연구
그는 1848년과 1850년에 각각 최초의 노르웨이어 문법과 사전을 출판했는데, 이 사전은 아센이 란드스몰어(Landsmål)라고 명명한 표준어를 기술하고 있었다.
페로어 구어는 란드스몰어 및 노르웨이 본토 방언과 밀접한 관련이 있으며, 루카스 데베스(Lucas Debes)와 페데르 한센 레센(Peder Hansen Resen)은 17세기 후반 페로어를 노르웨이어로 분류했다.

### 논쟁
대중매체의 등장과 성장으로 표준어에 대한 노출이 증가했고, 보크몰어(Bokmål)가 많은 상황에서 우위를 점하고 있다.
니노르스크어(nynorsk)와 보크몰어를 의무적으로 교과목으로 삼는 것에 대한 일부 비판론자들은 이에 대해 매우 노골적으로 반대 의사를 표명해 왔다.

## 같이 보기
- 노르웨이어

- 보크몰
- 릭스몰
- 회위노르스크

1. ↑  Hammarström, Harald; Forkel, Robert; Haspelmath, Martin; Bank, Sebastian, 편집. (2023). 〈Norwegian Nynorsk〉. 《Glottolog 4.8》. Jena, Germany: Max Planck Institute for the Science of Human History.